# لشکرکشی غرب گینه نو
لشکرکشی غرب گینه نو (انگلیسی: Western New Guinea campaign) یکی از نبردهای جنگ اقیانوس آرام بود.